# Fachada del Colegio Mayor de San Ildefonso en Alcalá de Henares
La fachada del Colegio Mayor de San Ildefonso de Alcalá de Henares fue diseñada por el arquitecto Rodrigo Gil de Hontañón. Construida entre 1537 y 1553 por un gran número de canteros y escultores, bajo la dirección de Pedro de la Cotera. Se considera una de las obras más notables del estilo plateresco, una forma especial de arquitectura renacentista. Esta fachada tuvo una restauración integral entre 2016 y 2017, recuperando su aspecto original.

## Historia del edificio

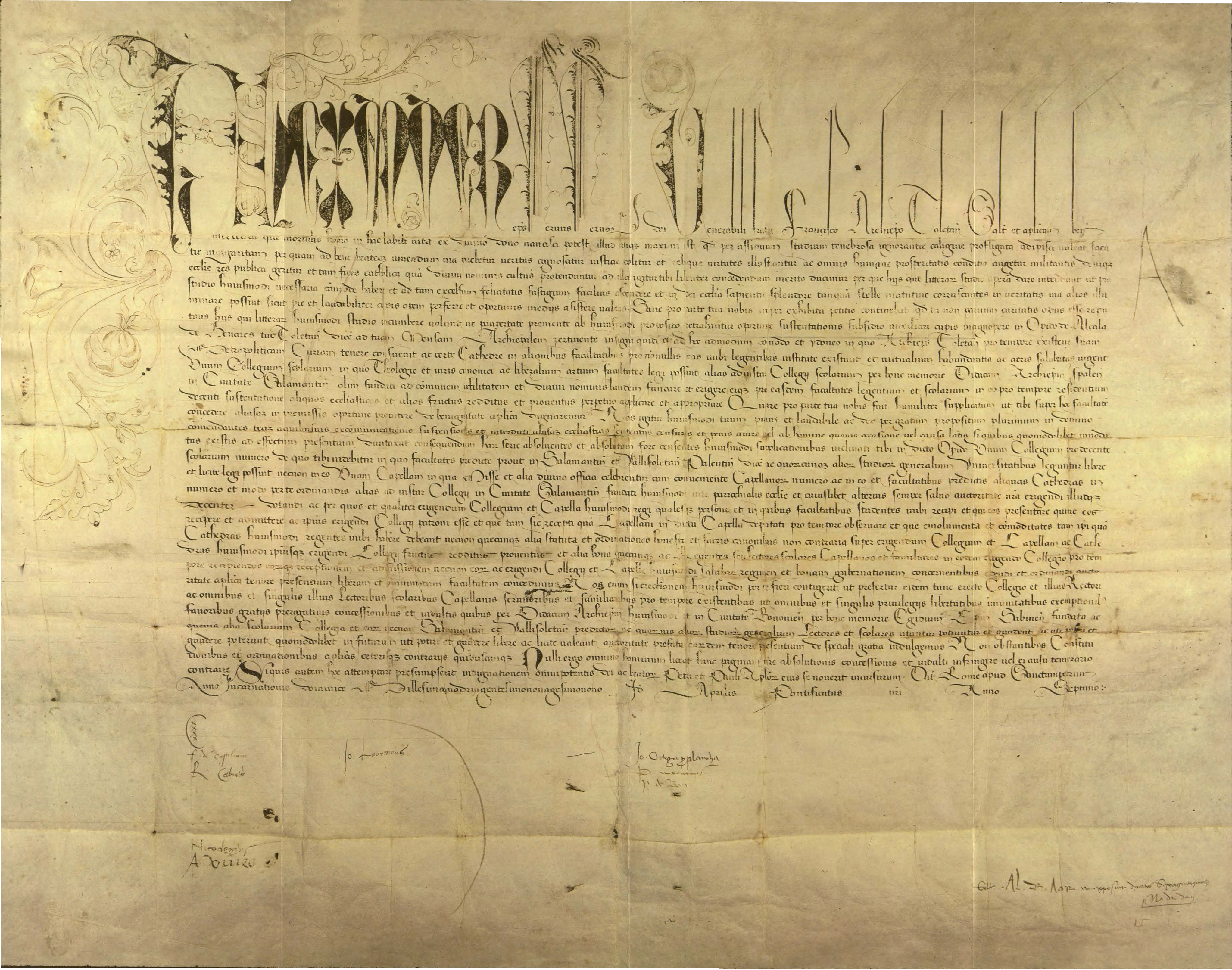
Bula de Alejandro VI autorizando la fundación de la Universidad de Alcalá (13/04/1499).

El Papa Alejandro VI autorizó en 1499, al entonces arzobispo de Toledo Francisco Jiménez de Cisneros, la creación de un colegio mayor en Alcalá de Henares. Donde los alumnos pudieran estudiar artes liberales, teología y derecho canónico, dentro del humanismo renacentista, para obtener títulos reconocidos en todo el mundo cristiano. El arzobispo Cisneros (en 1507 alcanzaría la dignidad de cardenal) mandó construir un gran número de edificios para la Universidad de Alcalá o Complutense, cuya institución central sería el Colegio Mayor de San Ildefonso, y dotó de las infraestructuras necesarias a un espacio urbano diseñado exprofeso como ciudad universitaria, constituyendo la "primera ciudad universitaria planificada del mundo", reconocida por ese motivo como Patrimonio de la Humanidad por la UNESCO en 1998.

### Primera edificación (1501-1529)
El edificio original del Colegio Mayor de San Ildefonso, cuya primera piedra se colocó el 14 de marzo de 1501, fue diseñado por Pedro de Gumiel, arquitecto de la Archidiócesis de Toledo. También fue el responsable de la construcción de otros dos edificios pertenecientes al Colegio: la Capilla de San Ildefonso y el aula magna denominada  Paraninfo. El edificio principal de dos plantas se terminó en 1508, cuyas cuatro alas se agrupaban en torno al "Patio Mayor de Escuelas"; había salas de enseñanza y alojamiento para los estudiantes, y una gran biblioteca para los estándares de la época. Se desconoce la distribución interior del edificio y el aspecto de la fachada. Los principales materiales de construcción utilizados fueron el ladrillo y la tierra apisonada. Se supone que sólo el borde del pórtico de entrada fue hecho de piedra labrada.
Según la leyenda, el edificio atrajo la atención del  rey Fernando por su sencillez y falta de pretensiones. Expresó su impresión al cardenal Cisneros. Él respondió que lo que él había construido con arcilla, otros lo construirían más tarde con mármol. Esta anécdota se reproduce en una inscripción del Patio de Santo Tomás de Villanueva.

### Renovación del edificio (1530-1553)

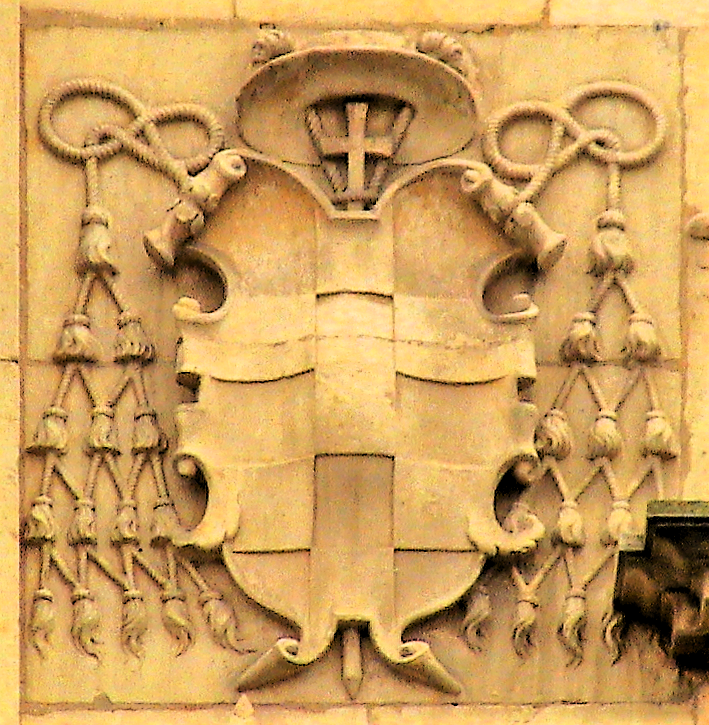
Escudo de armas del cardenal Cisneros.

A la muerte del cardenal Cisneros, en 1517, designó como su heredero universal al Colegio Mayor de San Ildefonso. Esto hizo del Colegio una institución rica. A partir de 1530 la dirección del Colegio llevó a cabo un programa de renovación y embellecimiento de los edificios originales, que corrían peligro de deteriorarse por su mala calidad constructiva. El objetivo era sustituir paulatinamente las construcciones de ladrillo y tapial por construcciones de piedra. En 1537, el pleno del Colegio Mayor de San Ildefonso autorizó al rector a convenir con Rodrigo Gil de Hontañón u otro arquitecto las condiciones de la obra, a fin de construir una imponente fachada en lugar de la sencilla original. El 24 de agosto de 1537 se encargó a Rodrigo Gil de Hontañón que diseñara el edificio. Su diseño fue aceptado y encomendó a un grupo de especialistas la ejecución de sus planos. El célebre arquitecto sólo acudió cinco veces a Alcalá, durante el periodo de construcción, para comprobar el avance de las obras. Gil de Hontañón fue el autor intelectual, no el administrador in situ. El constructor, Pedro de la Cotera, dirigió y coordinó el trabajo de los artistas y artesanos. La construcción avanzó lentamente. En la primavera de 1541 se demolió la fachada diseñada por Gumiel, en 1542 se apuntalaron las alas laterales y se iniciaron los trabajos de cimentación del nuevo edificio. Entre 1542 y 1545 se levantó el piso principal, y se colocaron las columnas de la parte central y las esculturas. Entre 1551 y 1553 se completaron la galería de ventanas y los techos. En abril de 1553 se instaló la cruz que coronaba la fachada. Las otras alas del edificio fueron posteriormente renovadas y ampliadas.

### Decadencia (1836-1913)

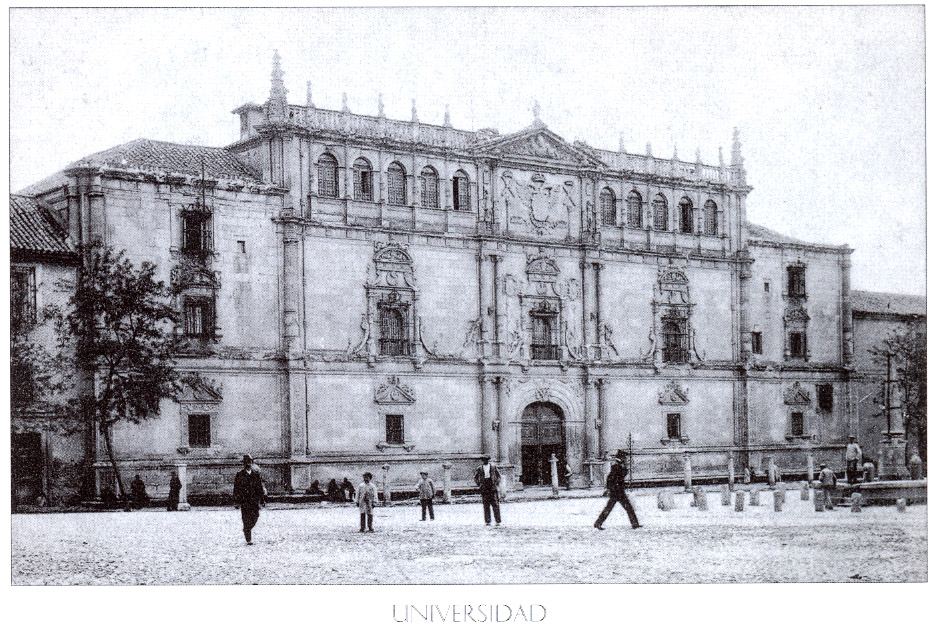
Fachada en 1910.

En 1836 se clausuró la Universidad de Alcalá, transfiriendo sus bienes y patrimonio bibliográfico y documental a la Universidad de Madrid. A partir de este momento comenzó el deterioro progresivo de los edificios. Este proceso se detuvo gracias a la acción de la "Sociedad de Condueños", un grupo de ciudadanos de Alcalá de Henares que se hicieron cargo desinteresadamente y a su costa de los edificios de la manzana universitaria. El 19 de marzo de 1914, por Real Orden y a petición de la Sociedad Española de Amigos del Arte, la fachada y primera crujía del edificio fueron declarados Monumento Nacional y puestos bajo la plena protección del Estado.

### Restauraciones y medidas de protección (1914-2017)
El arquitecto Manuel Aníbal Álvarez Amoroso restauró la fachada del edificio entre 1914 y 1929, reemplazando algunas de las esculturas desaparecidas, para ello empleó piedra de Almorquí (tipo Novelda), piedra berroqueña y cemento Portland. En 1956 y en 1993 se realizaron otras restauraciones menores. La nueva Universidad de Alcalá, gracias al Convenio Multidepartamental de Alcalá de Henares de 1985, inició en la década de 1990 un programa de restauración de los edificios antiguos para destinarlos nuevamente a la enseñanza. Se rehabilitó el edificio del antiguo Colegio Mayor de San Ildefonso para albergar el Rectorado. La UNESCO inscribió a la "Universidad y recinto histórico de Alcalá de Henares" en la Lista del Patrimonio Mundial en diciembre de 1998. Desde julio de 2016 hasta marzo de 2017 se llevó a cabo una restauración integral de la fachada. El planteamiento de esta empresa fue galardonado con el premio Europa Nostra. En 2019, la Manzana Fundacional Cisneriana de la Universidad de Alcalá, que incluye el Colegio Mayor de San Ildefonso y los edificios históricos que datan de la fundación Universidad de Alcalá, fue reconocida como Bien de Interés Cultural, en la categoría de Monumento.

## Características de la fachada

### Simbolismo

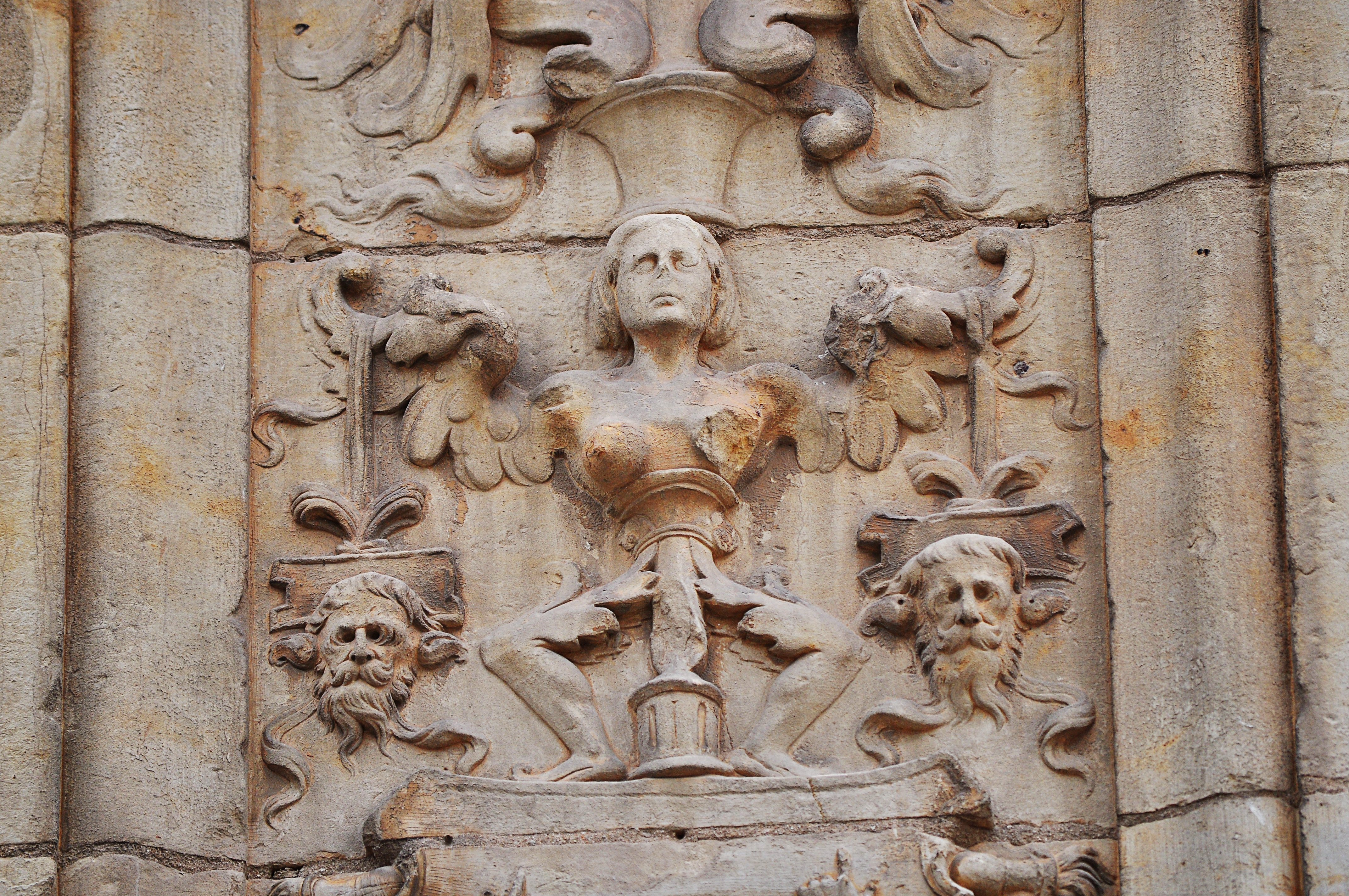
Grutesco en un pilar.

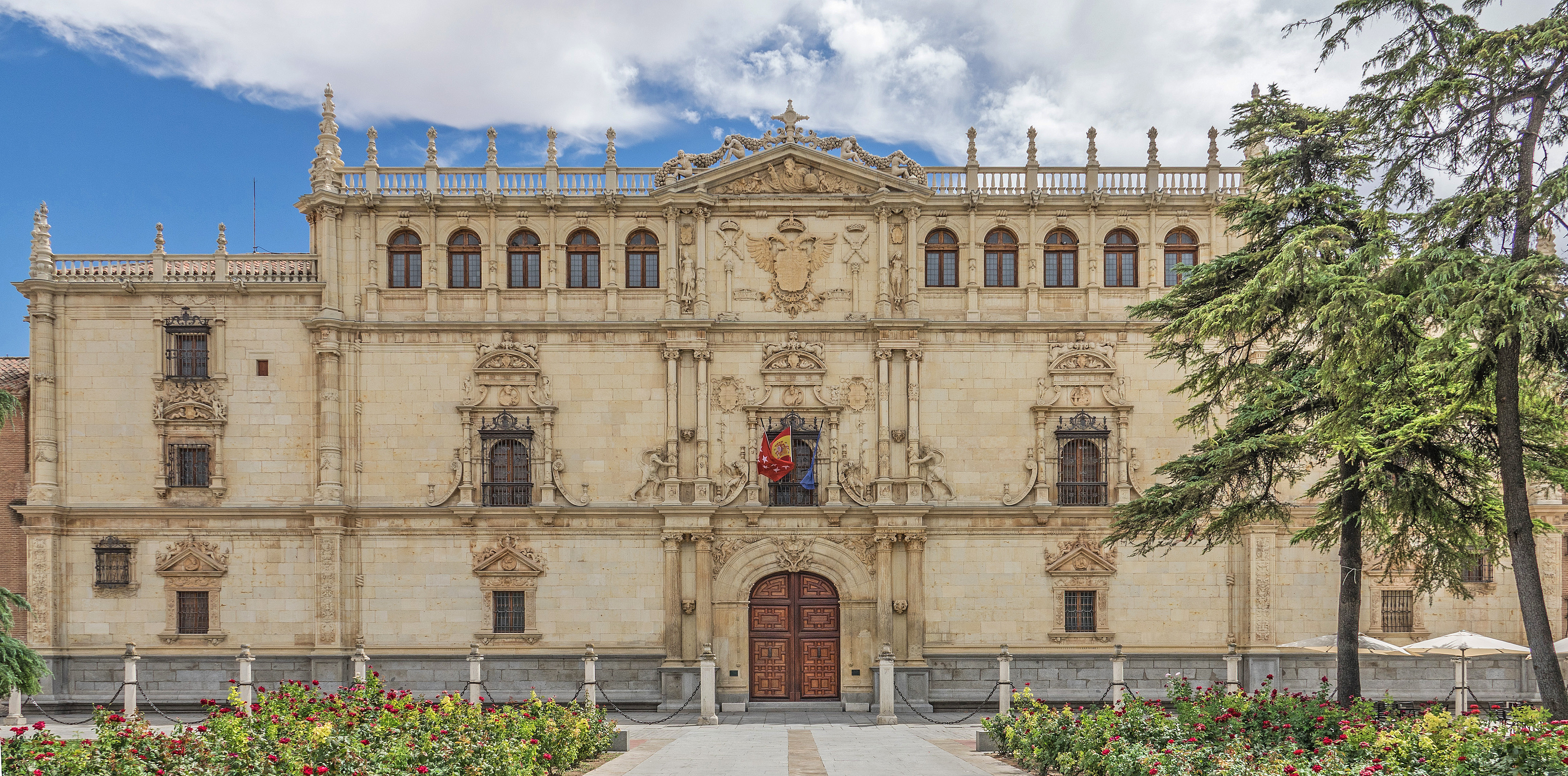
Vista general de la fachada.

Esta fachada está repleta de representaciones simbólicas y alegóricas, algunas de las cuales son interpretadas de diferentes formas. Se desconoce si el arquitecto Gil de Hontañón recibió instrucciones sobre el programa iconográfico, o si lo derivó de la bula papal del 13 de abril de 1499, que autorizaba a Cisneros a fundar el Colegio. En este documento se estipula que esta institución debe servir para promover la lucha de la luz contra las tinieblas y para utilizar la ciencia como medio de salvación. Además de los elementos arquitectónicos estructurales, como pilastras, capiteles, ménsulas, frisos, pedestales o rejas; también hay representaciones de grutescos, guirnaldas, amorcillos, ángeles o cornucopias, que se consideran elementos ornamentales de importancia para el carácter artístico de la obra en su conjunto, pero que no necesariamente tienen un conexión directa con el programa iconográfico. Desde un punto de vista iconográfico, la mezcla de elementos cristianos con los de la mitología clásica grecorromana es interesante porque enfatiza el “carácter renacentista” de la obra. En el momento en que se levantó la fachada, el Concilio de Trento aún no había prohibido la mezcla de elementos paganos y cristianos en las representaciones artísticas.

### Descripción
Fachada telón (encubre totalmente el interior) orientada hacia el norte, situada en la plaza de San Diego de Alcalá de Henares. Dispone de un gran cuerpo central y dos laterales de menor altura, con predominio de la simetría y la horizontalidad. Presenta un zócalo de granito de Becerril de la Sierra, en forma de bancada corrida, extendida por toda su base. Las superficies suprayacentes, incluyendo las figuras, están hechas de piedra caliza de El Vellón (tipo Tamajón). Para los sillares se utilizó piedra caliza de la Cuesta del Zulema. En la construcción se empleó la cal como material de unión, procedente de Villalbilla.
Obra civil de estilo plateresco divida horizontalmente en cuatro niveles con diferentes alturas, y verticalmente en cinco calles (zonas) separadas mediante  columnas y pilastras. La calle central, delimitado por dobles columnas, es la más profusamente decorada con símbolos alegóricos. Emplea arcos de medio punto en los vanos, y dinteles coronados con frontones

#### Primer nivel

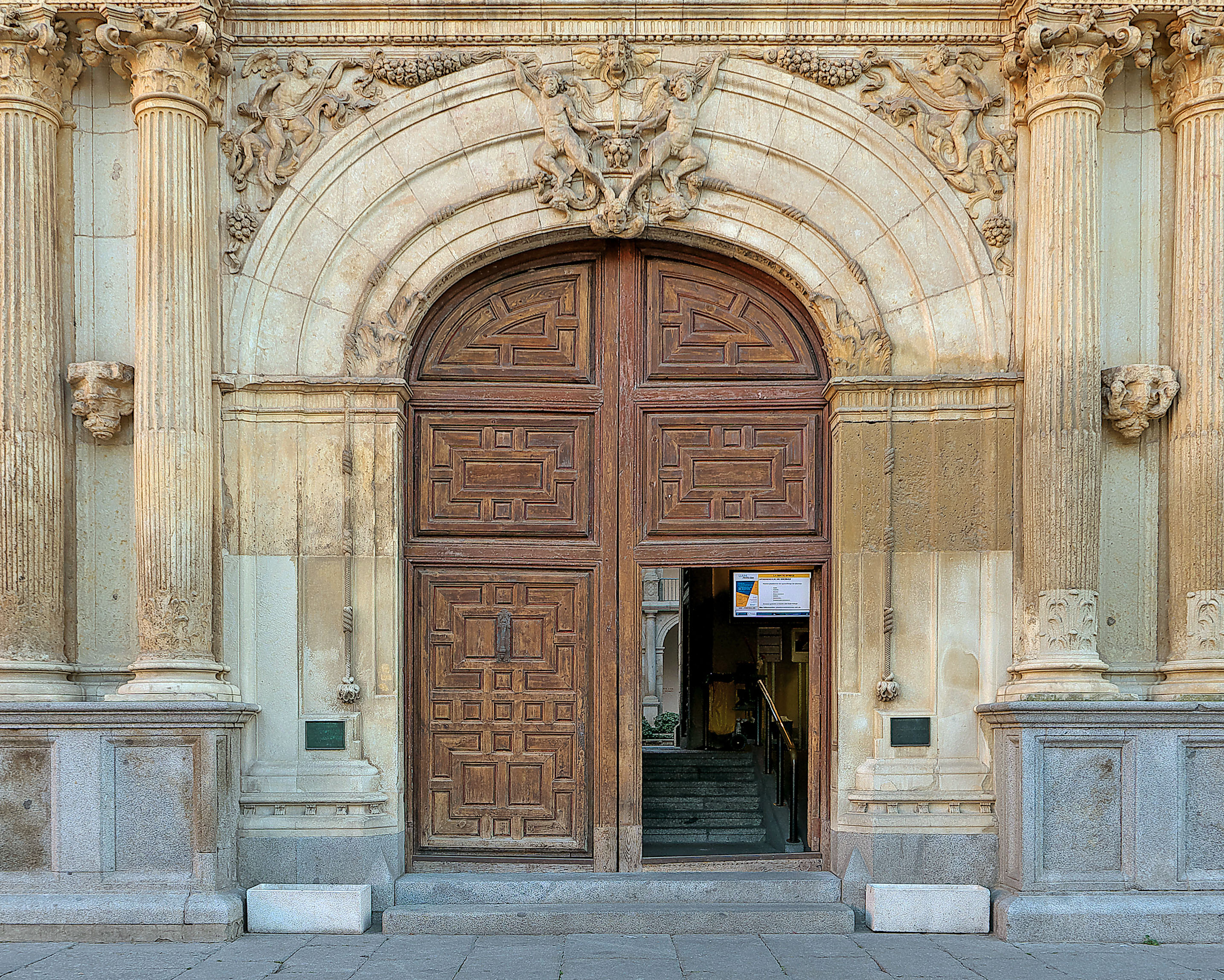
Puerta de entrada al "Templo de la Sabiduría".

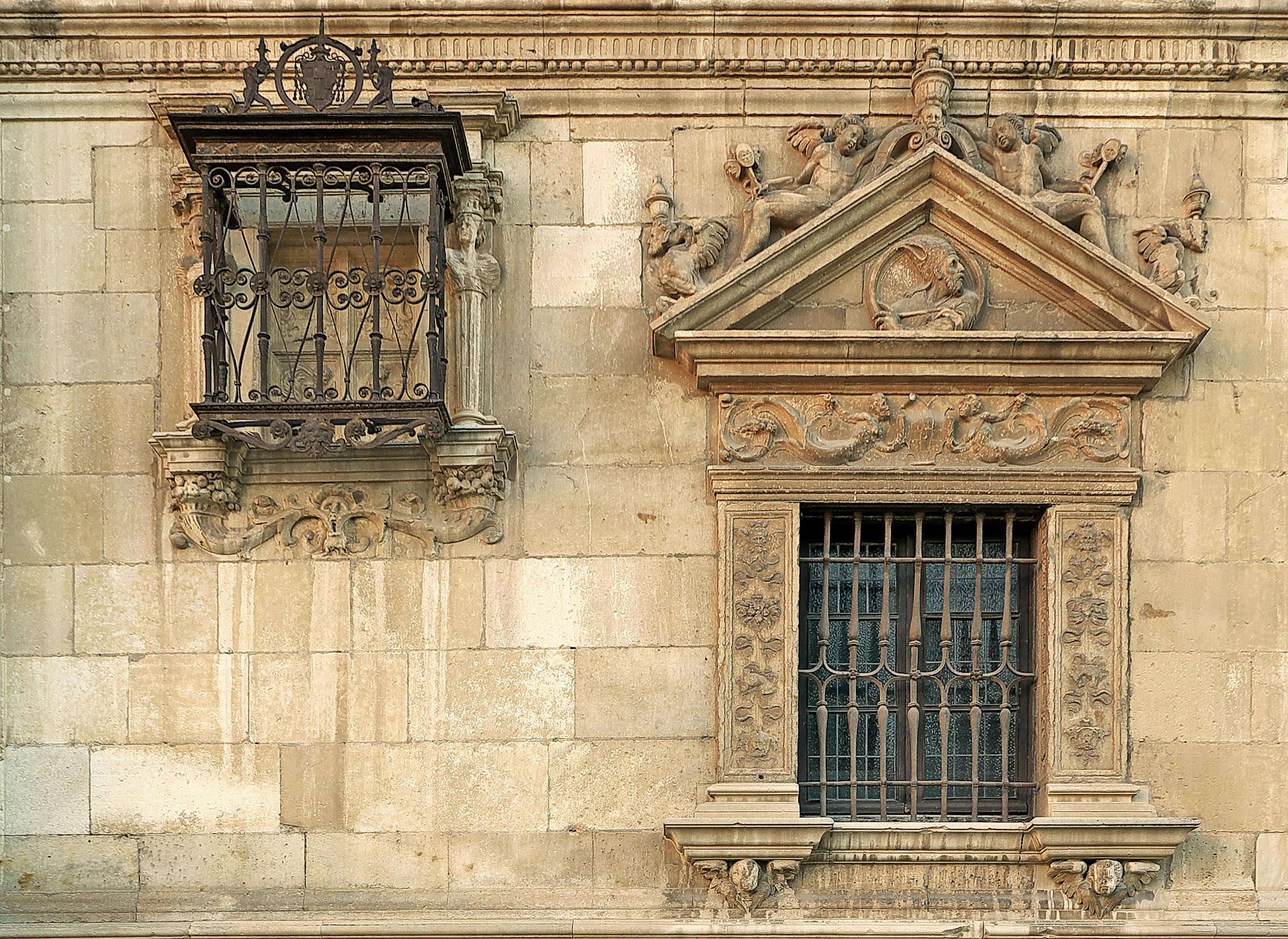
Pequeña ventana ciega y ventanal de San Ambrosio.

En la zona media del nivel inferior se encuentra la entrada al “Templo de la Sabiduría”. El pórtico de entrada remata en arco carpanel y lo rodeado un cordón franciscano. Dos ángeles están representados en la clave, cada uno sosteniendo un extremo de una guirnalda que corre hacia las enjutas, donde figuras angelicales los mantienen en alto. Dos personas, con aspecto anciano, sujetan los extremos opuestos de las guirnaldas. Este relieve hace referencia al rápido paso del tiempo y la brevedad de la vida. Fue creado entre 1545 y 1547 por Claudio de Arciniega.
El estudio de la teología fue el eje de la formación en el Colegio Mayor de San Ildefonso. Los escritos de los Doctores de la Iglesia fueron la base del estudio. Por lo tanto, el nivel inferior, la base del edificio, está dedicado a ellos. Los cuatro grandes ventanales están ricamente decorados con grutescos y ángeles. Los cuatro Doctores originales de la Iglesia latina están representados en los  medallones de los  tímpanos de cada ventana (de izquierda a derecha): San Ambrosio de Milán con flagrum, San Gregorio Magno con una paloma en el oído izquierdo, San Jerónimo de Estridón con un libro (la Vulgata) y sombrero de cardenal, y San Agustín de Hipona con un libro que representa el conocimiento cristiano. Los marcos de las ventanas fueron diseñados por Diego Guillén Ferrant entre 1542 y 1543. Hay dos pequeñas ventanas en los extremos derecho e izquierdo del edificio. Están decorados con cariátides. Las rejas frontales, creadas por Francisco de Villalpando y Rui Díaz del Corral, lucen en la parte superior el escudo de armas del cardenal Francisco Jiménez de Cisneros.

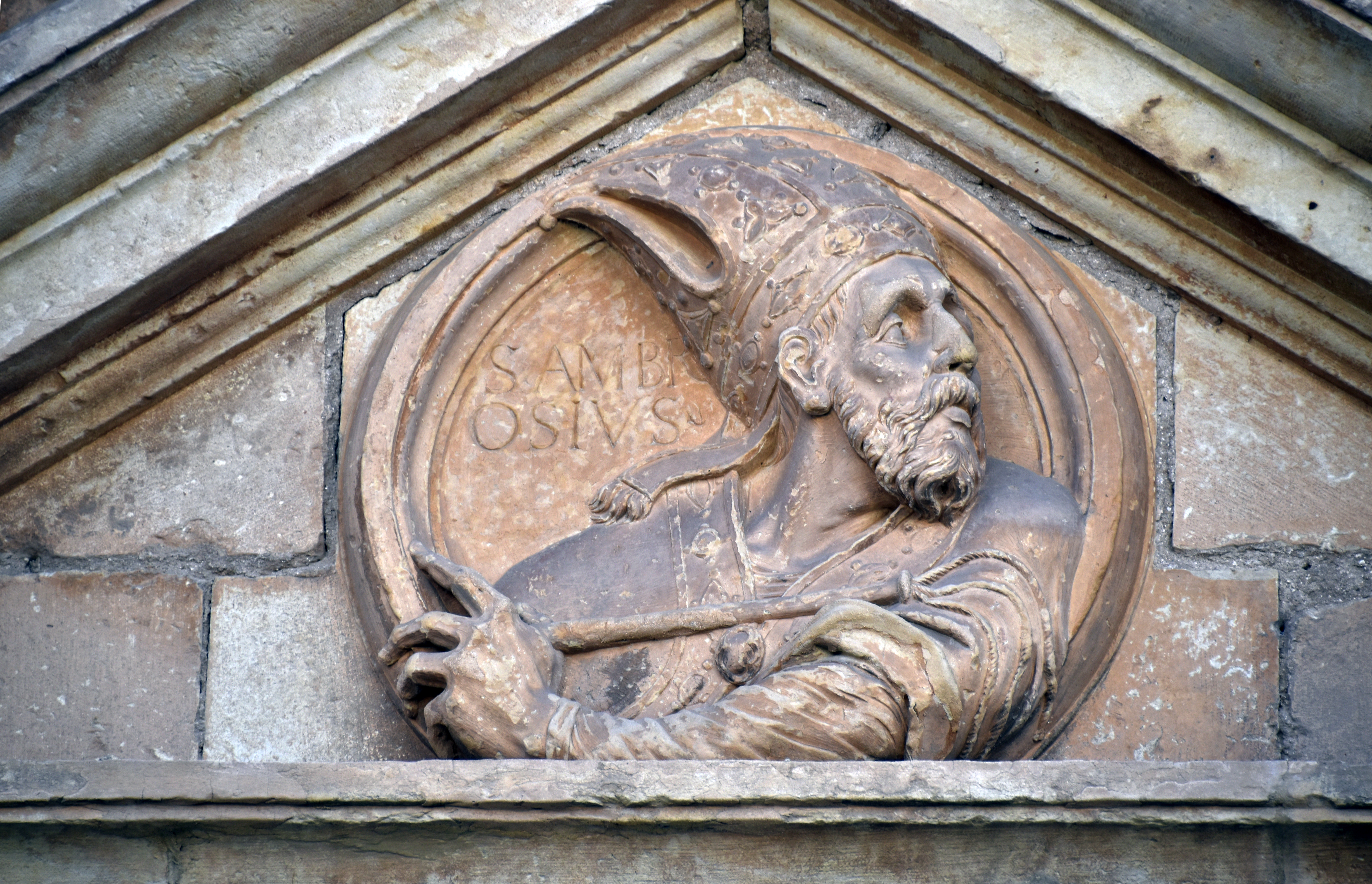
San Ambrosio de Milán
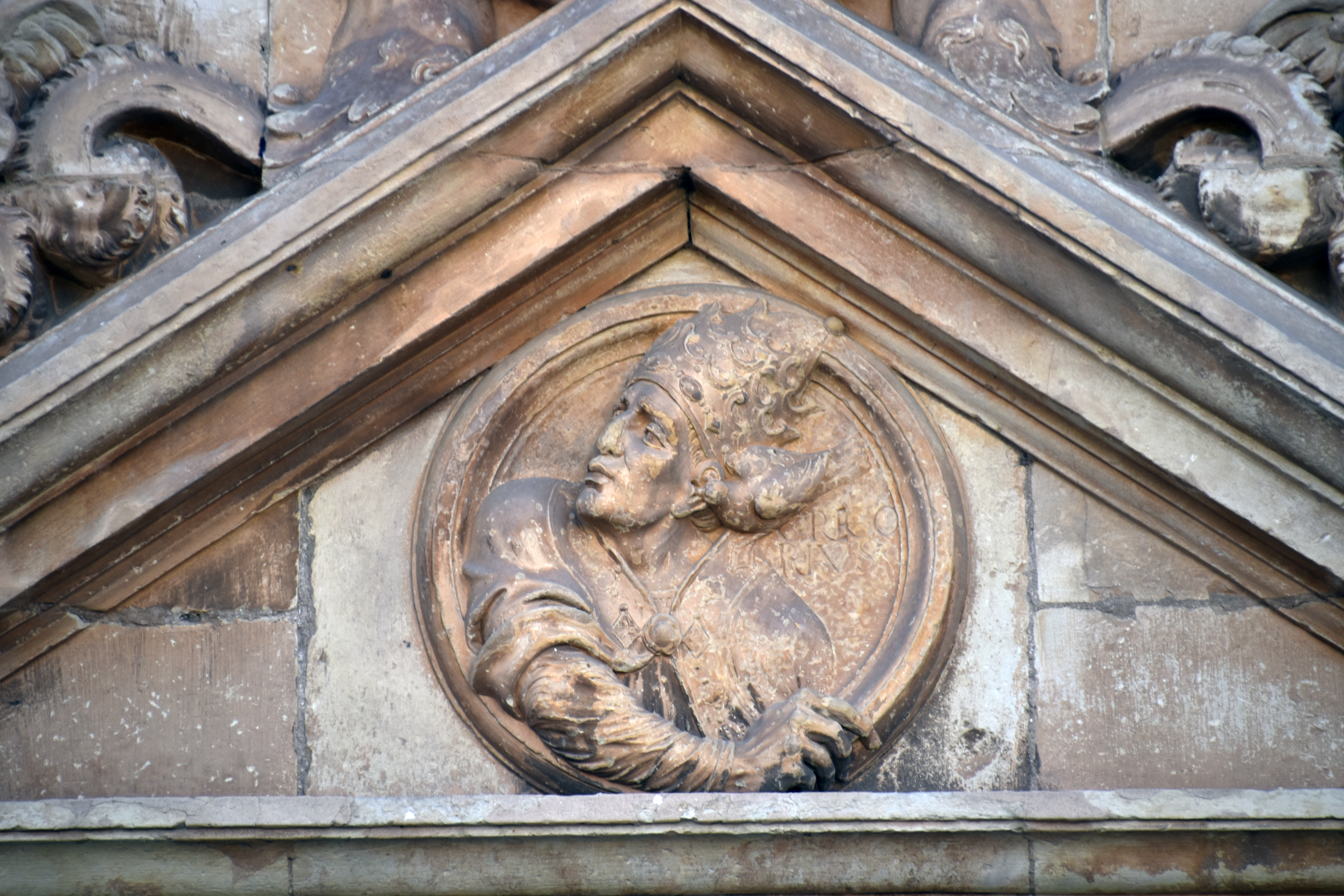
San Gregorio Magno
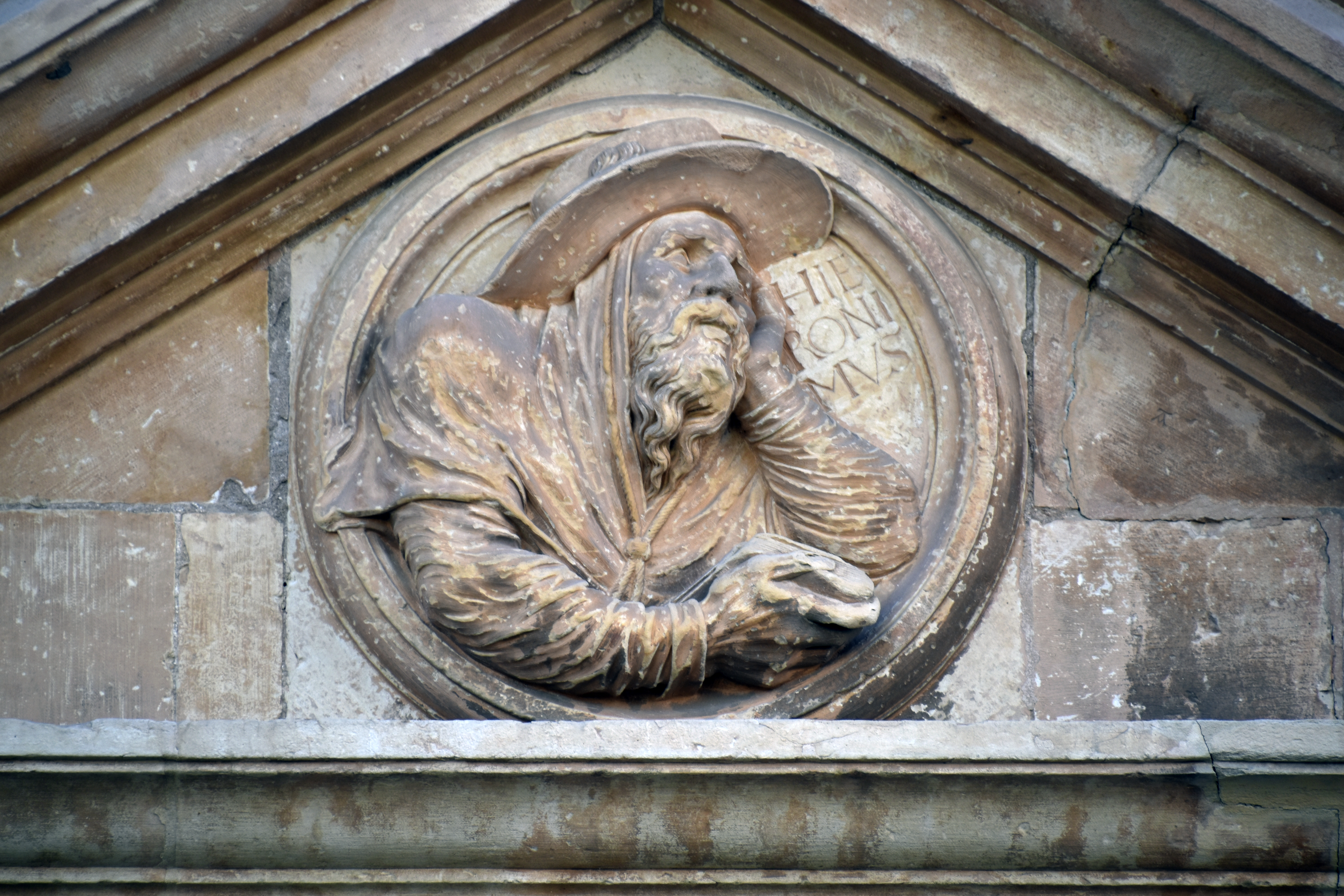
San Jerónimo de Estridón
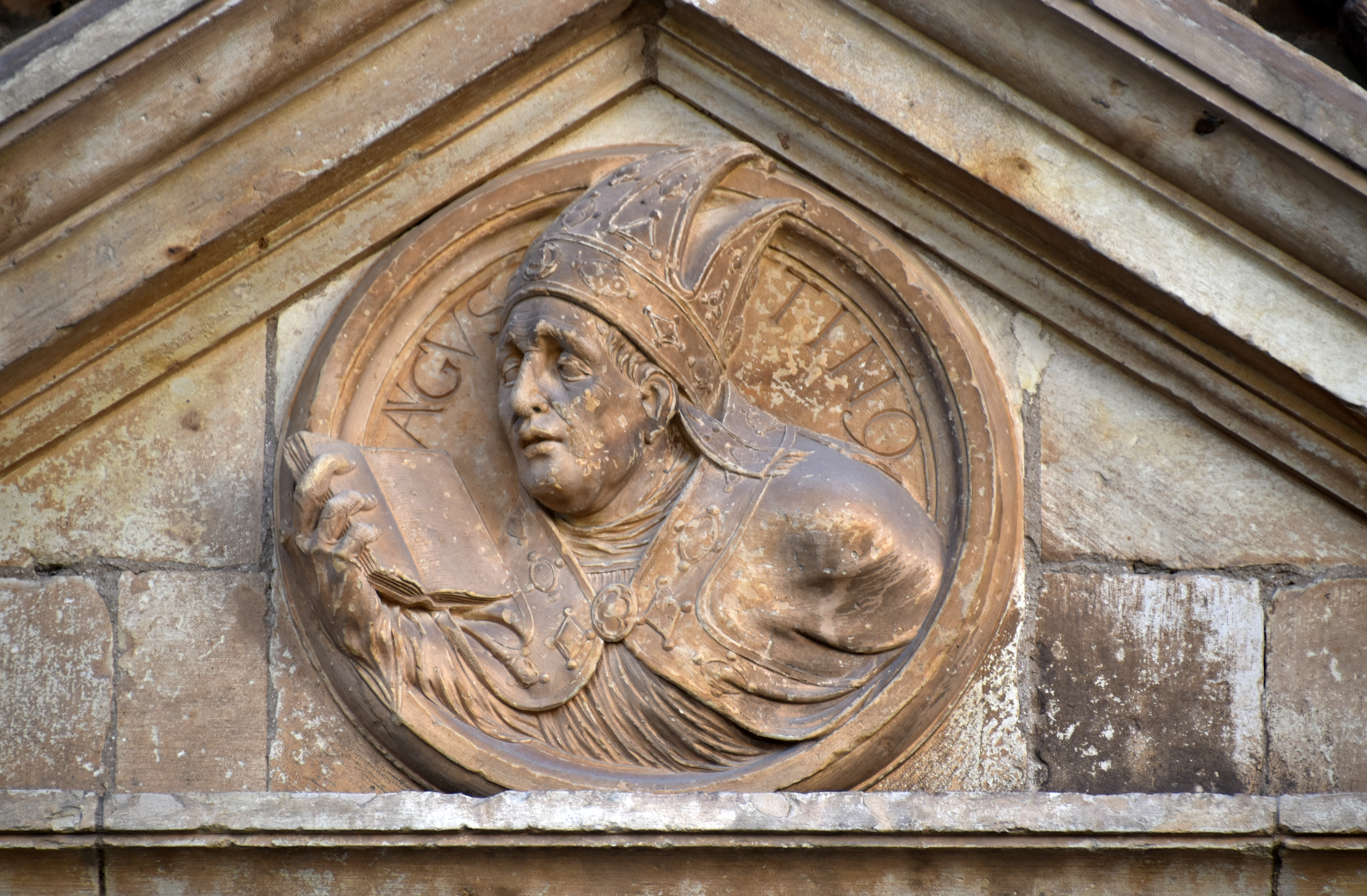
San Agustín de Hipona

La pequeña ventana de la izquierda y el ventanal de la derecha con el medallón de San Agustín de Hipona se diseñaron como ventanas ciegas, solo para preservar la simetría de la fachada. Desde un principio estuvieron tabicadas interiormente con muros de piedra caliza, cada uno decorado con cuatro figuras.

#### Segundo nivel

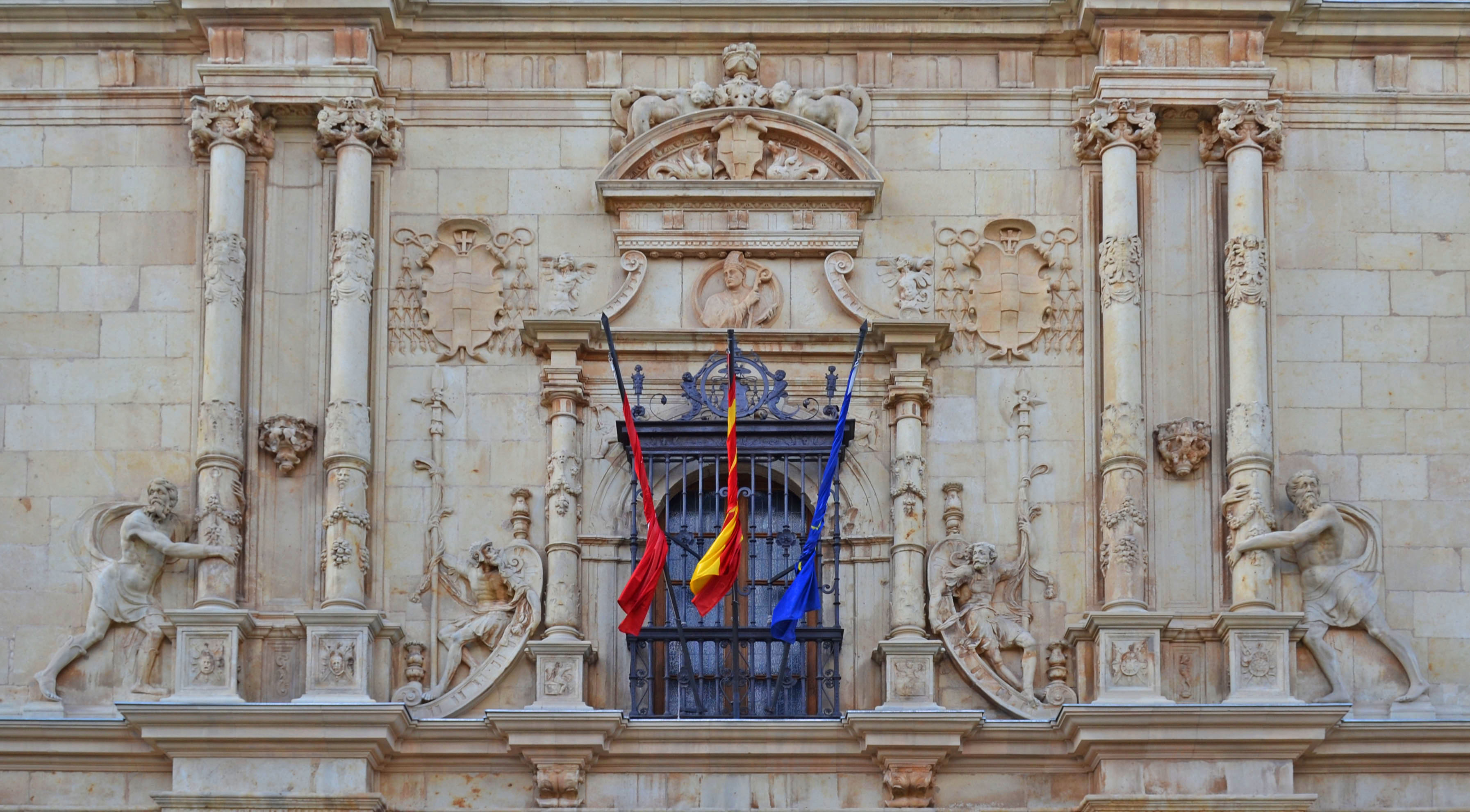
Ventana central de la biblioteca.

En el siguiente nivel se aborda la base de la Iglesia católica, que tiene su origen en San Pedro, San Pablo y la teología como ciencia. La calle central está presidida por el gran ventanal de la antigua biblioteca. La biblioteca era considerada el corazón de la Universidad de Alcalá, se definía como el lugar donde se recopilaba y almacenaba todo el conocimiento. Por ello, su ventana principal es la parte más ornamentada del conjunto. Está rodeado por una serie de figuras protectoras y símbolos que pretenden mostrar la importancia del Colegio Mayor de San Ildefonso como guardián del conocimiento. La reja de la ventana lleva el escudo de armas del fundador, Francisco Jiménez de Cisneros. La figura en el medallón del tímpano representa al arzobispo San Ildefonso de Toledo, con un báculo pastoral en la mano derecha y un libro en la izquierda, titular homónimo del Colegio. Hay alabarderos a ambos lados de la ventana, obra del escultor Hans Sevilla y, sobre ellas, un escudo del cardenal Cisneros. En el exterior hay dos columnas ricamente decoradas. Hay debate sobre si las dos figuras que sostienen los pilares externos representan a  Atlantes o a Hércules. Lo que llama especialmente la atención de estas esculturas, creadas por Claudio de Arciniega, son sus mantos ondeando al viento.
La ventana a la izquierda de la ventana central está coronada por un medallón que representa a San Pedro con las llaves. En el medallón de la ventana derecha está San Pablo con la espada. Las ventanas están enmarcadas por columnas. Fueron creados entre 1545 y 1547 por Claudio de Arciniega, natural de Trasmiera.

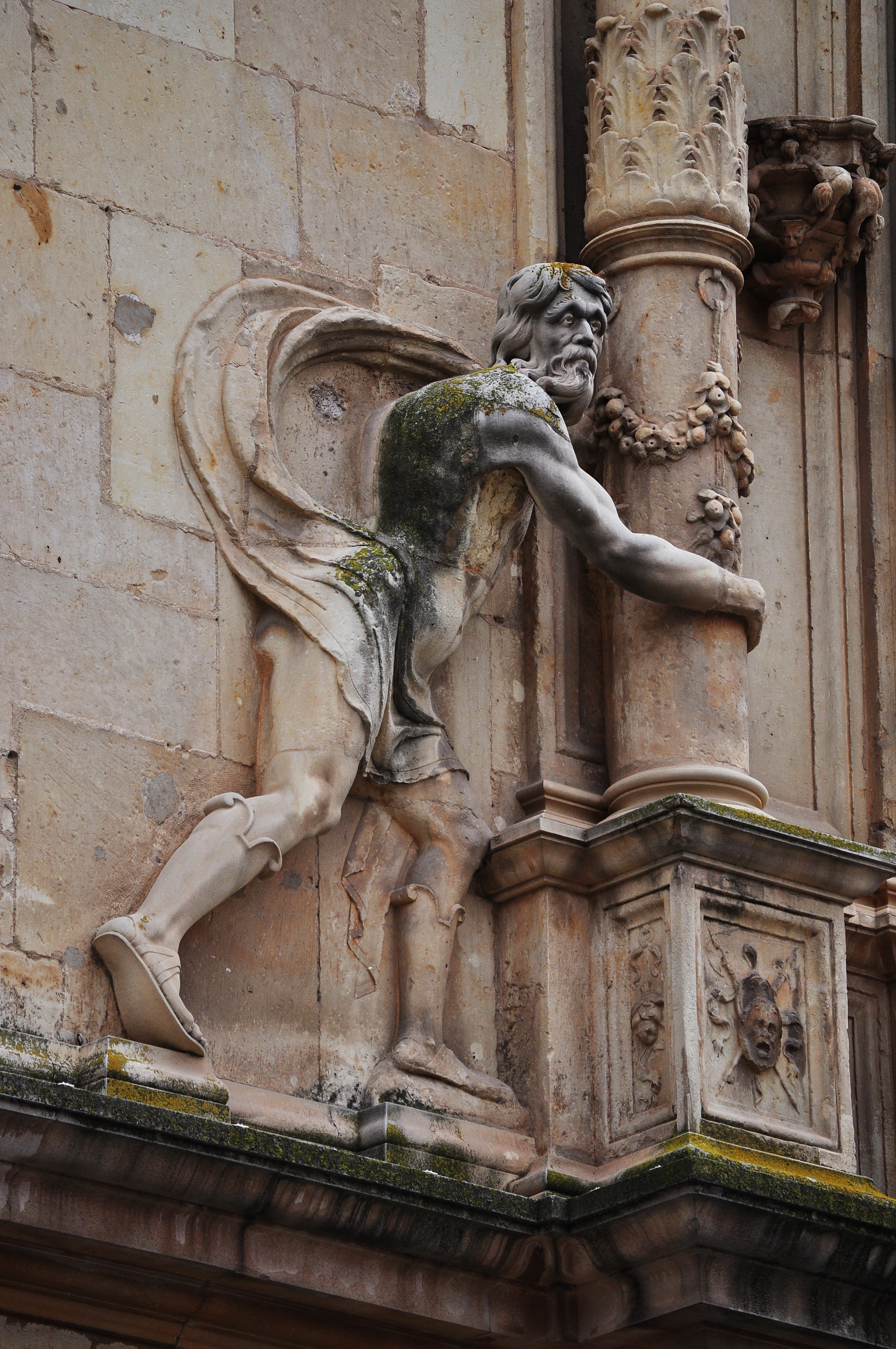
Atlante o Hércules
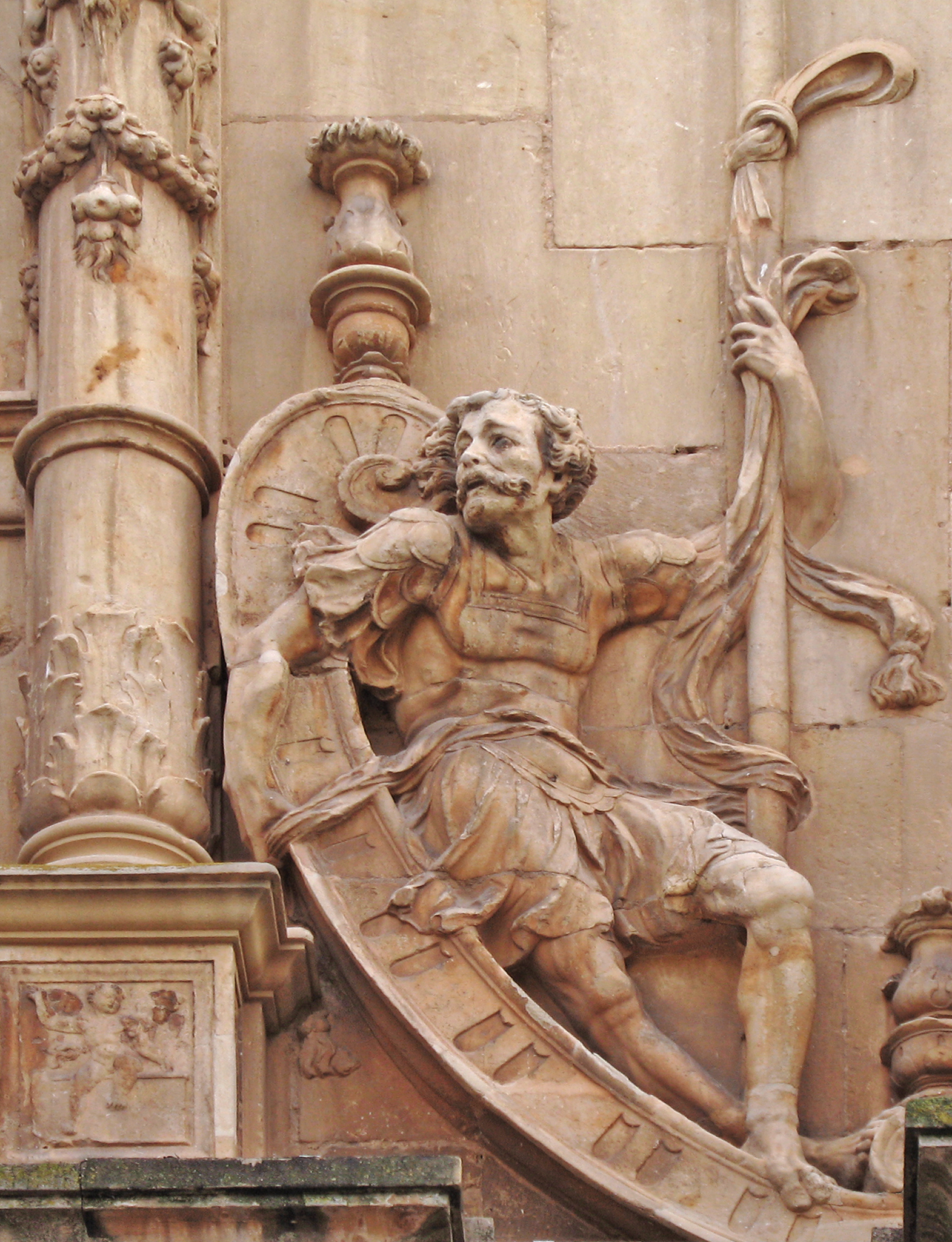
Alabardero
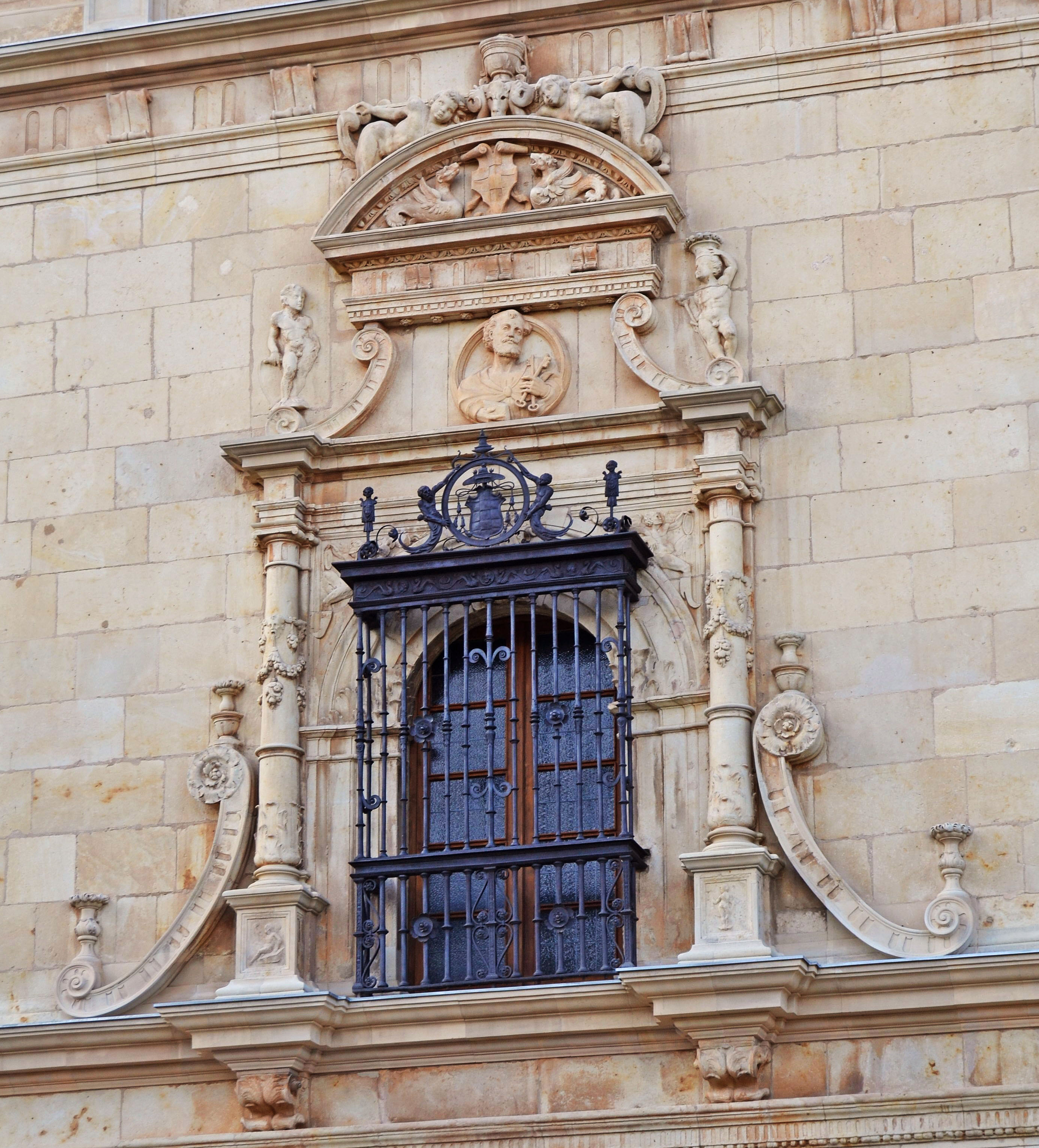
Ventanal de San Pedro
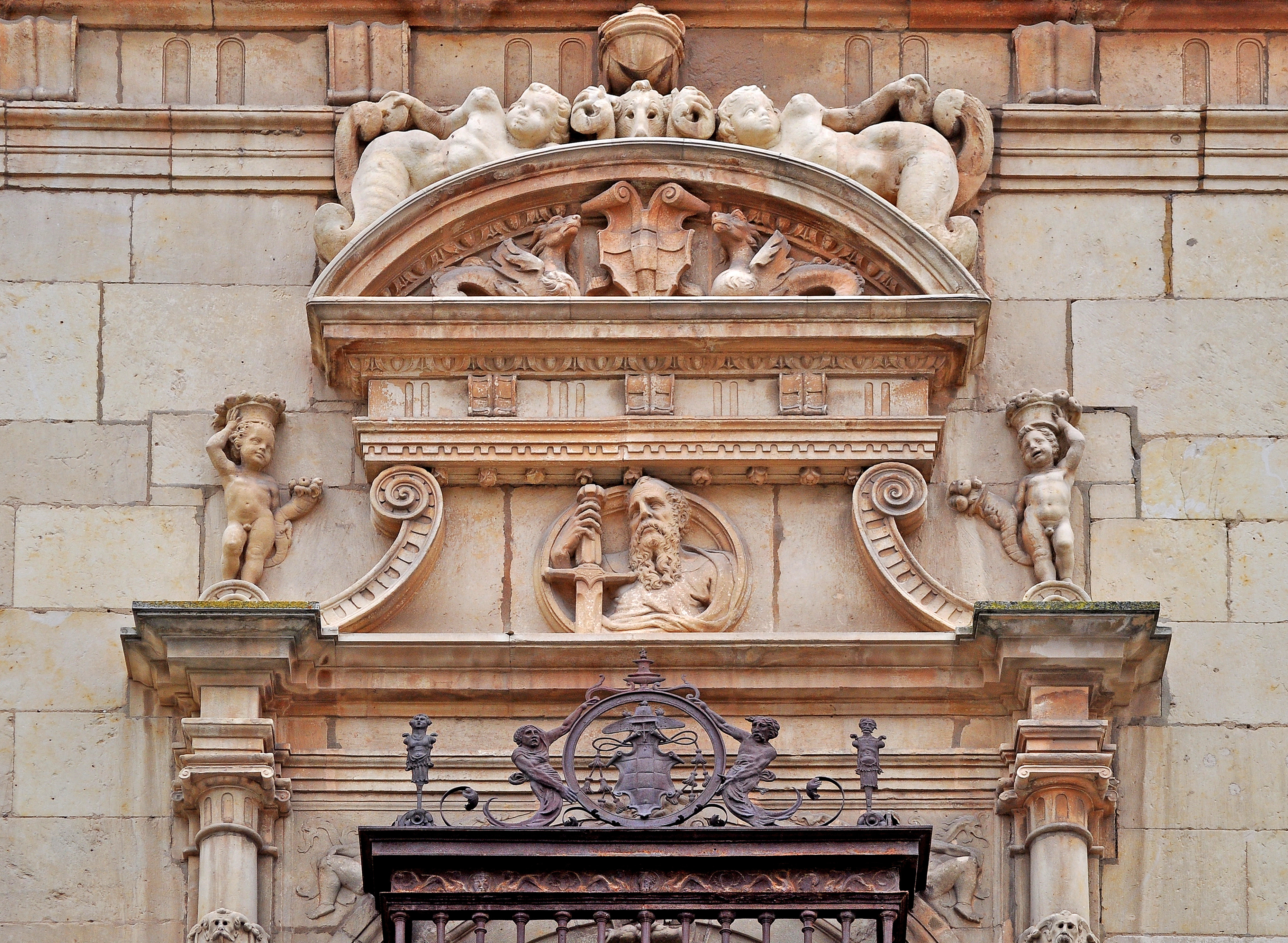
Medallón de San Pablo

#### Tercer nivel

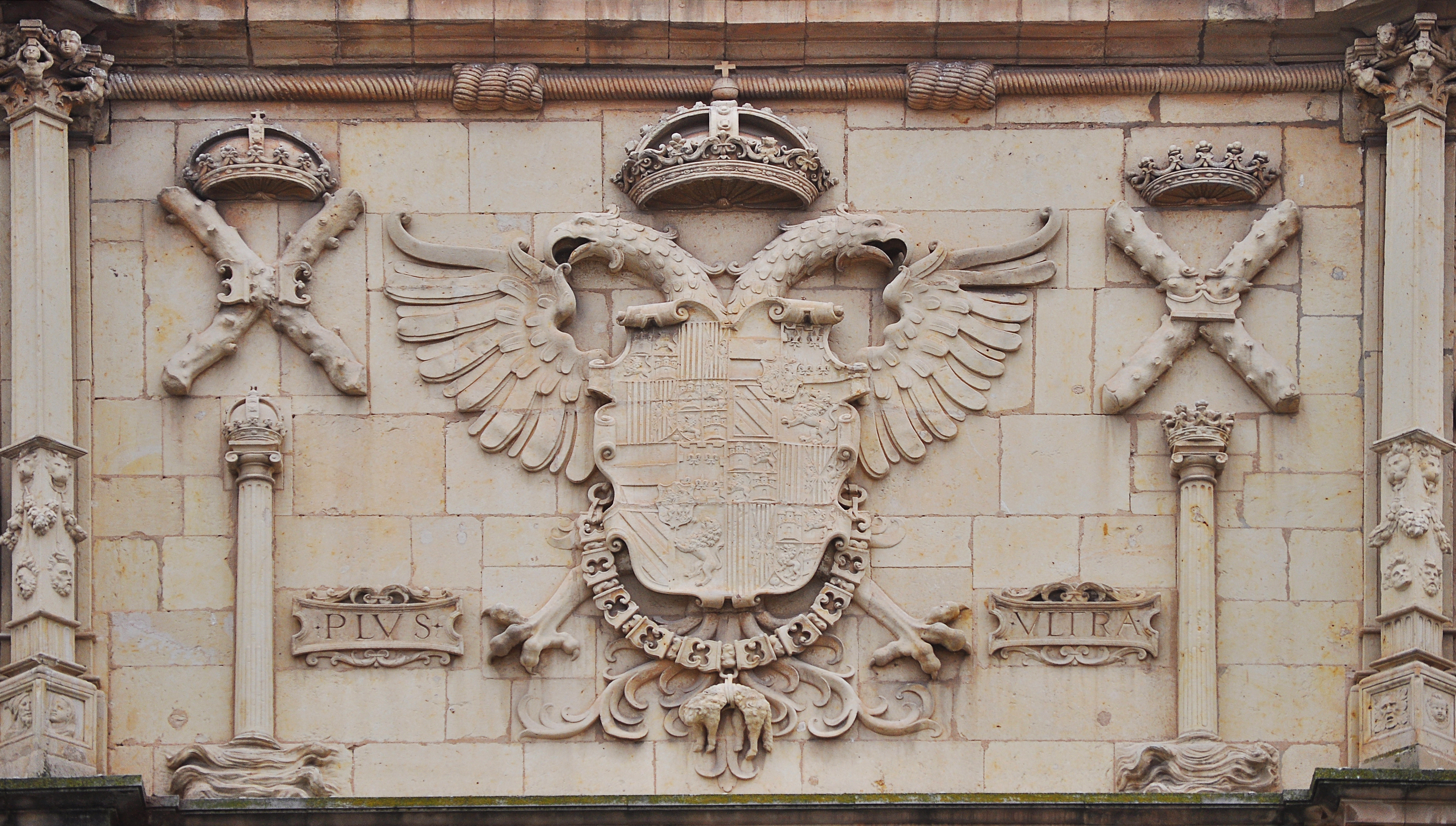
Escudo del emperador Carlos V y otras enseñas alegóricas.

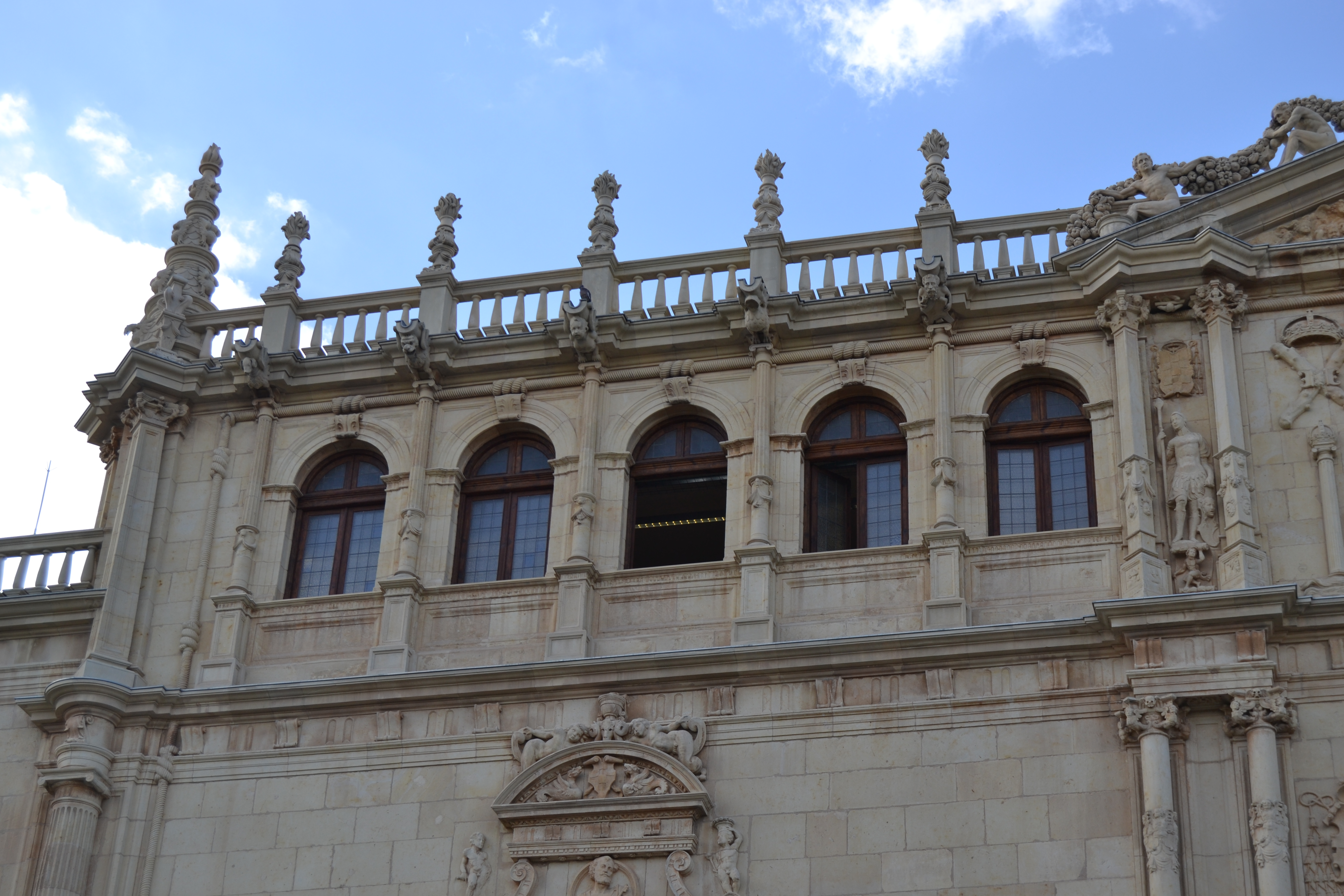
Galería izquierda: ventanas, gárgolas, balaustrada y candelabros.

El tercer nivel está dedicado a la representación del poder terrenal. Simbolizado por el escudo de armas del emperador Carlos V, quien gobernó los reinos españoles con el nombre de  Carlos I. Es una versión simplificada con el águila bicéfala y cadena de la Orden del Toisón de Oro. Está flanqueado por las Columnas de Hércules y, sobre ellas, se disponen dos  cruces de Borgoña; ambas coronadas por la corona imperial (a la izquierda) y la real hispánica (a la derecha). Además, aparecen dos cartelas repartiéndose las palabras del lema " PLUS ULTRA". El escudo imperial indica la protección del emperador sobre el Colegio Mayor de San Ildefonso, según lo dispuesto en las Constituciones cisnerianas, promulgadas el 22 de enero de 1510.
Entre los pilares que separan el escudo imperial de la galería de ventanas se encuentran dos  figuras mitológicas cuya identificación no está del todo clara. La figura de la izquierda se interpreta tradicionalmente como Perseo, sujetando la cabeza cortada de  Medusa, y la de la derecha como Andrómeda, rodeada por el monstruo marino  Ceto. Otra propuesta, considera a las dos esculturas como representación de Atenea (o Minerva): diosa de la guerra y de la sabiduría.
A ambos lados del escudo de armas imperial hay  galerías, cada una con cinco ventanas arqueadas, separadas por columnas adosadas y parcialmente acanaladas, que descansan sobre altos pedestales. Representarían los Diez Mandamientos.
Las tres calles centrales, de estos tres niveles inferiores, están bordeadas por un "cordón franciscano". Es un cordón con nudos, usado por los miembros de la Orden Franciscana en su  hábito. Este símbolo indica que el fundador del Colegio, Francisco Jiménez de Cisneros, era un fraile franciscano. El motivo se repite en torno al pórtico de acceso al edificio.
Gárgolas
Hay catorce gárgolas instaladas sobre el tercer nivel. Separan lo  celestial de lo terrenal. La representación de dragones, grifos y otras figuras demoníacas aparecen como herencia del estilo gótico. Las dos gárgolas de la calle más a la derecha fueron realizadas por Cristóbal de Villanueva en 1548; las doce restantes son obra de Juan de Miera, entre 1549 y 1551.

#### Cuarto nivel

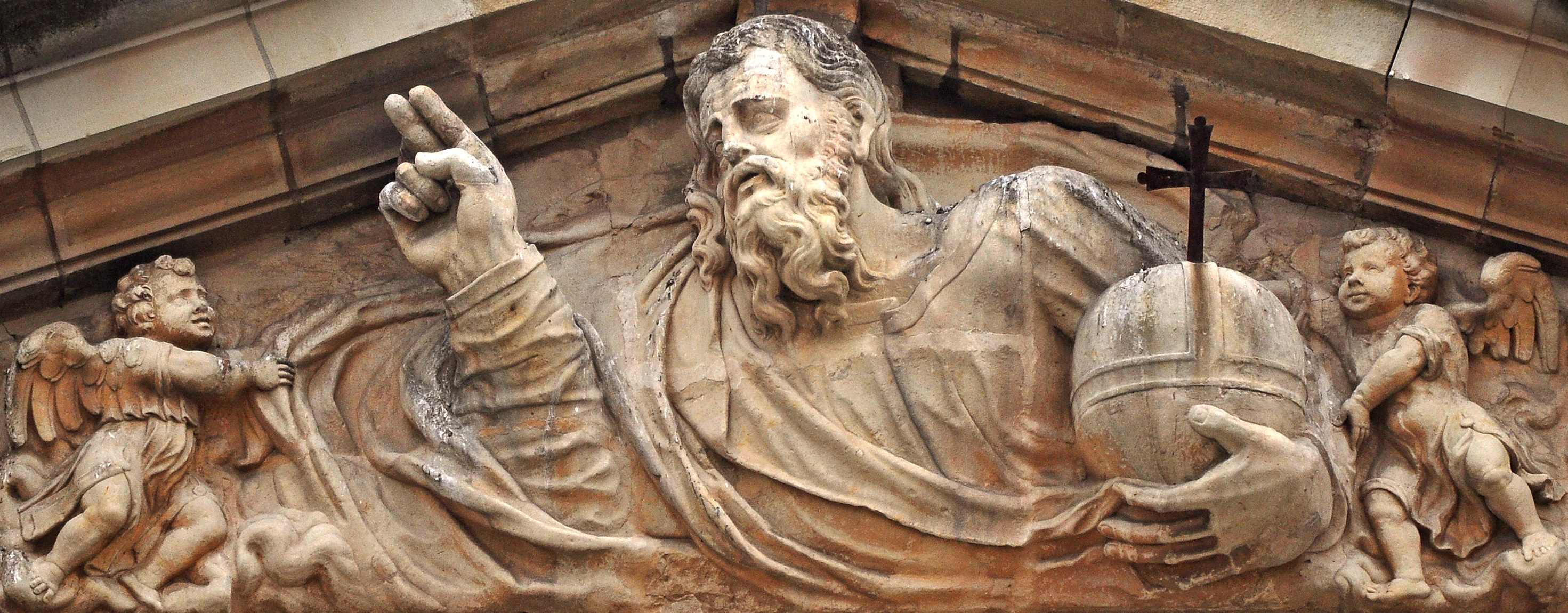
Detalle del relieve de Dios Padre.

El nivel superior simboliza el poder celestial con la cruz cristiana, Dios Padre y llamas como símbolo del Espíritu Santo. En la parte superior del frontón se encuentra la cruz con las letras omega y  XPS (Christus). De la cruz cuelgan guirnaldas de flores y frutas, sostenidas a la izquierda por un joven y un anciano, que representan el día y el atardecer, y a la derecha por una joven y una anciana, que simbolizan el amanecer y la noche. Sirve para señalar la fugacidad de la vida. Las figuras fueron originalmente obra del escultor Juan Guerra. Durante una restauración en 1914, se reconstruyeron basándose en modelos antiguos. En el frontón triangular, Dios Padre, representado en alto relieve, levanta su mano derecha en señal de bendición; en su mano izquierda sostiene el globo crucífero. Está rodeado de ángeles y cabezas de ángeles. La balaustrada, en lo alto de la fachada, está coronada por doce pináculos con forma de candelabros o florones. Sus llamas se interpretan como símbolos del Espíritu Santo o como la victoria de la luz del conocimiento sobre las tinieblas de la ignorancia.

## Creadores
Participaron numerosos profesionales, con diferentes grados de responsabilidad, a lo largo de los 16 años que duraron las obras de construcción de la fachada:
- Arquitecto: Rodrigo Gil de Hontañón.
- Aparejadores: Pedro de la Cotera y Juan de la Riba.
- Escultores: Antonio Sánchez, Claudio de Arciniega, Cristóbal de Villanueva, Diego Guillén Ferrant, Hans de Sevilla, Juan de Miera, Juan Guerra, Nicolás de Ribero, y Sánchez de Cogolludo.
- Rejeros: Antonio Prerres de Hayavera, Juan de Villalpando y Rui Díez del Corral.

## Reconocimiento
- 1914: La fachada y primera crujía del edificio fueron declarados monumento nacional.[9]
- 1998: Universidad y recinto histórico de Alcalá de Henares como Patrimonio de la Humanidad por la UNESCO.[12]
- 2018: Premio especial de la Fundación de Casas Históricas y Singulares por la restauración de la fachada del Colegio Mayor de San Ildefonso.[20]
- 2018:  Premio de la Unión Europea para el Patrimonio Cultural / Premio Europa Nostra 2018 a la labor de rehabilitación y conservación de la fachada del Colegio Mayor de San Ildefonso (categoría: Conservación).[15][21]
- 2019: Bien de Interés Cultural, en la Categoría de Monumento, a la Manzana Fundacional Cisneriana de la Universidad de Alcalá por el Consejo de Gobierno de la Comunidad de Madrid.[4]